# Блатен елен
 Тази статия е за вида B. dichotomus.  За R. duvaucelii вижте Барасинга.  
Блатен елен (Blastocerus dichotomus) е най-едрият вид елен, обитаващ Южна Америка, единствен представител на рода Blastocerus.

## Описание
Дължината на тялото е от 153 до 195 cm, височината при холката от 110 до 127 cm. Блатният елен тежи от 80 до 150 kg. През време на размножителния период космената покривка е ярко червеникавокафява, а през останалото време е по-бледа. Краката са тъмнокафяви до черни. Рогата са разклонени на две като имат общо 4 върха. Копитата са силно разширени, което им позволява да обитават блатистите местности. Като добавка към това имат и добре развита еластична междукопитна мембрана. Подобно на своя далечен северноамерикански роднина Вирджинския елен, ушите му са силно уголемени.

## Разпространение и местообитание
Блатният елен обитава крайбрежията на реки и езера обрасли с камъш. Срещат се и в сезонно наводнявани савани. Подобни местообитания са характерни в Северна Аржентина, Парагвай, Боливия, Перу и югоизточните части на Бразилия. Видът не се среща в джунглата на Амазонка. Макар и огромен ареал днес популациите на блатистия елен са разпокъсани и ограничени. Около две трети от всички известни днес представители на вида се срещат в Пантанал. Видът е изчезнал от Уругвай.

## Начин на живот
Блатните елени са нощни животни. Живеят на групи от по 5 индивида оглавявани от един мъжки. Не са териториални и не са наблюдавани борби между мъжките индивиди. Бременността продължава около 200 дни. Раждат по едно малко през октомври или ноември. То остава с родителите си около една година. Хранят се с водорасли и различни водни растения включително водни лилии и камъш. Основните хищници, които представляват опасност за тях са ягуарите и пумите. От здравно естество за тях представлява опасност възможното заразяване с бруцелоза от домашния добитък.